# TOI 216 b
 (juillet 2019).
TOI 216 b est une exoplanète à peu près huit fois plus grosse que la Terre et près de 18 fois plus massive. Elle orbite l'étoile TOI 216, située à 583,5 al (178,9 pc) de la Terre, en compagnie de TOI 216 c. Elles ont toutes deux été découvertes en février 2019 par le satellite TESS.

## Caractéristiques
Les deux planètes (TOI 216 b et TOI 216 c) sont en résonance orbitale. Une année sur TOI 216 b dure 17 jours. et le double sur TOI 216 c. Étant donné que TOI 216 b est très proche de son étoile (0,13 AU), elle est intensément chauffée par cette dernière et la température à sa surface atteindrait les 355 °C.